# Понизност
Понизност је скрушено и смерно понашање у односу на друге. Понизност је људска врлина приписана некоме ко је развио свест о својим ограничењима и слабостима и према томе делује. Понизност је супротна вредност поносу. У религиозном контексту то може значити признавање своје незнатности у односу на Бога, прихватање властитих недостатака, те прихватање Божје милости. Религијски контекст понизности тиче се моралне димензије понашања. Понизност, у различитим тумачењима, многи сматрају врлином у многим религијским и филозофским традицијама, често у супротности с нарцисоидношћу, охолошћу и другим облицима поноса.
Јеврејска и хришћанска вера имају заједничко учење о понизности везано за Стари завет. У личности Мојсија, који је водио израелски народ из ропства у Египту у Обећану земљу, понизност је знак Божје снаге и намене, а не слабости. Библија каже: „Мојсије је био врло скроман човек, најскромнији човек на земљи.” Мојсије је подједнако слављен од стране јеврејских и хришћанских верника. Међу предностима понизности описане у Старом завету, којег деле многе вероисповести су: част, мудрост, просперитет, заштита Господња и мир. Осим тога, „Бог се противи охолима, али даје милост понизнима”.
Ц. С. Луис пише, у својој књизи „Хришћанство”, да је понос „анти-божанско” стање, положај у којем его и себичност су у директној супротности с Богом: „Блудништва, љутња, похлепа, пијанство, и све то су тек ситнице у поређењу с поносом: због поноса ђаво је постао ђаво: понос води у сваки други порок, то је потпуно анти-божанско стање ума”. С друге стране, Луис тврди да у хришћанском моралном учењу, супротност поноса је понизност о којој каже: „Понизност не значи сматрати се мањим, већ мање мислити на себе.”